# Archidiecezja ołomuniecka
Archidiecezja ołomuniecka (łac. Archidioecesis Olomucensis, cz. Arcidiecéze olomoucká) – archidiecezja Kościoła rzymskokatolickiego w Czechach, z siedzibą w Ołomuńcu. Pełni rolę archidiecezji metropolitalnej metropolii morawskiej.

## Historia

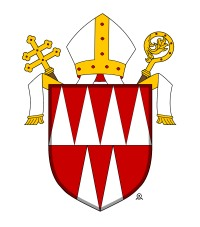
Herb archidiecezji od 1996 roku

Dzięki staraniom przyszłego króla Czech Wratysława II została erygowana w 1063 r., początkowo jako diecezja w ramach metropolii Moguncji. W 1344 r. została przeniesiona do metropolii praskiej oraz wydzielono z niej część parafii do powstałej diecezji litomyskiej.

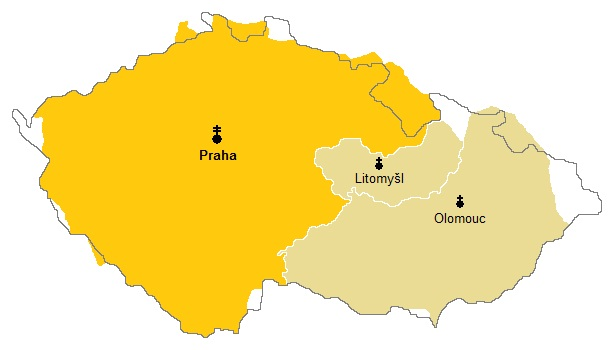
Diecezje czeskie ok. 1400 roku

Diecezja obejmowała swym zasięgiem Morawy, a także wydzielone z nich w XIII wieku ziemie wokół Opawy na dzisiejszym Śląsku Czeskim, jak również położone dziś na terytorium Polski okolice Prudnika, Głubczyc i Kietrza. Około 1629 roku biskup wrocławski Karol Ferdynand Waza przyłączył okręg Prudnika do diecezji wrocławskiej. W 1742 po zajęciu prawie całego Śląska przez Prusy Głubczyce i Kietrz zostały oddzielone granicą prusko-austriacką od Ołomuńca. W związku z tym w 1751 w powołano komisariat dla tzw. dystryktu kietrzańskiego składającego się z trzech dekanatów: Kietrz, Hulczyn i Opawica.
5 grudnia 1777 r. diecezja została podniesiona do rangi archidiecezji oraz wydzielono z niej diecezję brneńską. W archidiecezji ołomunieckiej pozostało 312 parafii, a w brneńskiej znalazło się 151 parafii.
Obecne granice archidiecezja uzyskała w 1996, wraz z powstaniem diecezji ostrawsko-opawskiej.